# Liolaemus escarchadosi
Liolaemus escarchadosi este o specie de șopârle din genul Liolaemus, familia Tropiduridae, descrisă de Scolaro 1997. Conform Catalogue of Life specia Liolaemus escarchadosi nu are subspecii cunoscute.